# Massif mort
Le Massif mort (en allemand : Totes Gebirge) est un massif des Préalpes orientales septentrionales. Il s'élève en Autriche, entre le nord  du Land de Styrie et le sud de la Haute-Autriche.
Le Grosser Priel est le point culminant du massif.

## Géographie

### Situation

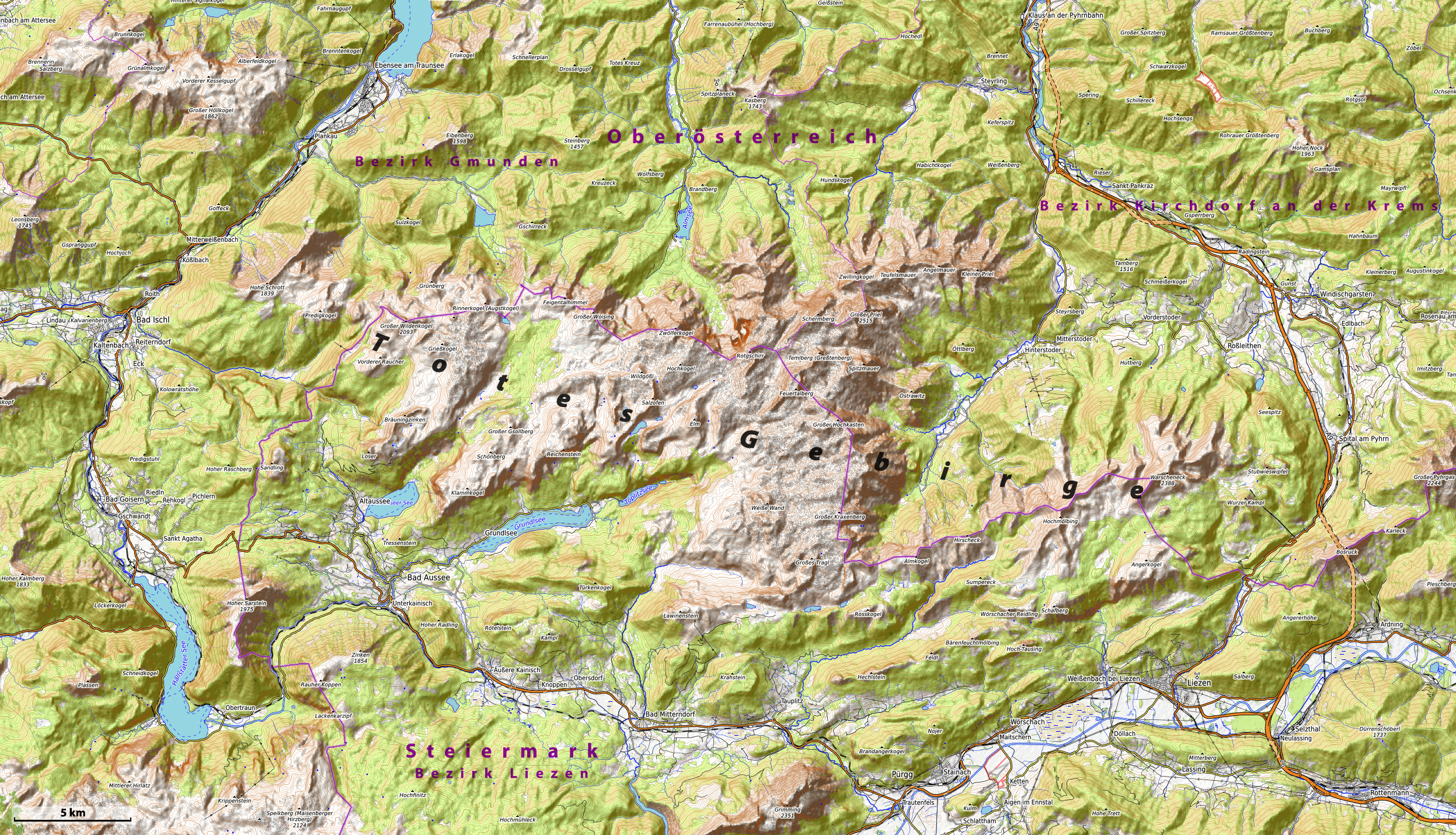
Carte du Massif mort.

Le massif est entouré par les Préalpes de Haute-Autriche au nord, les Alpes d'Ennstal à l'est, les Niedere Tauern et le massif du Dachstein au sud et le massif du Salzkammergut à l'ouest. 
La rivière Traun traversant le Salzkammergut forme la limite occidentale, à l'amont d'Ebensee via Bad Ischl et Bad Goisern jusqu'à Bad Aussee en Styrie. Le massif est bordé au sud-est par la vallée de l'Enns, de Stainach-Pürgg jusqu'à la ville de Liezen. La limite orientale passe par le col de Pyhrn et la vallée de la Teichl jusqu'à l'embouchure dans la Steyr. Au pied nord du massif se trouve le lac Almsee.

### Sommets principaux

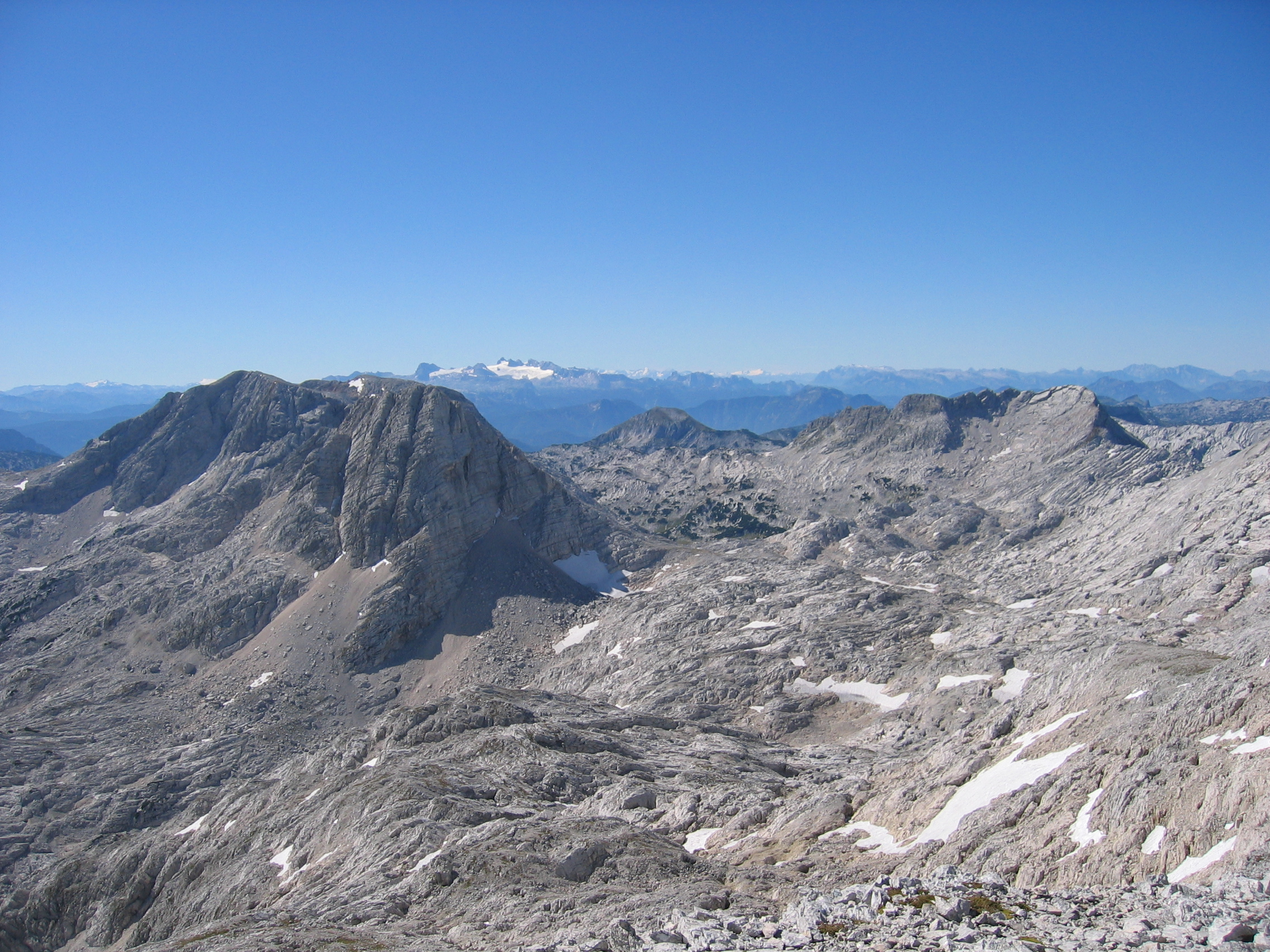
Plateau du Massif mort.

- Grosser Priel, 2 515 m
- Spitzmauer, 2 446 m
- Schermberg, 2 396 m
- Grosse Hochkasten, 2 389 m
- Warschenek, 2 388 m
- Hochmölbing, 2 336 m
- Hebenkas, 2 285 m
- Rotgschirr, 2 261 m
- Weisse Wand, 2 193 m
- Kleiner Priel, 2 134 m
- Elmberg, 2 128 m
- Schönberg, 2 093 m
- Woising, 2 064 m

## Géologie
Le calcaire et la dolomie composent la plus grande partie de la masse principale des montagnes. Ils se sont formés dans les mers du Mésozoïque, en particulier au Trias et au Jurassique, soit de 210 à 135 millions d'années environ.
Le nom du massif provient sans doute de son aspect fortement karstique et de l'absence de végétation sur la plus grande partie du plateau.
Avec le karst apparaissent de nombreuses dolines, gouffres et cavités, comme les grottes de Gassel, la grotte de Bären ou la petite glacière naturelle à Schönberg. Le réseau de Schwarzmooskogel au lac d'Altaussee s'étend sur 56 km de long et est partiellement gelé. En tout, on compte 600 cavités connues dans le massif mort.

## Faune et flore

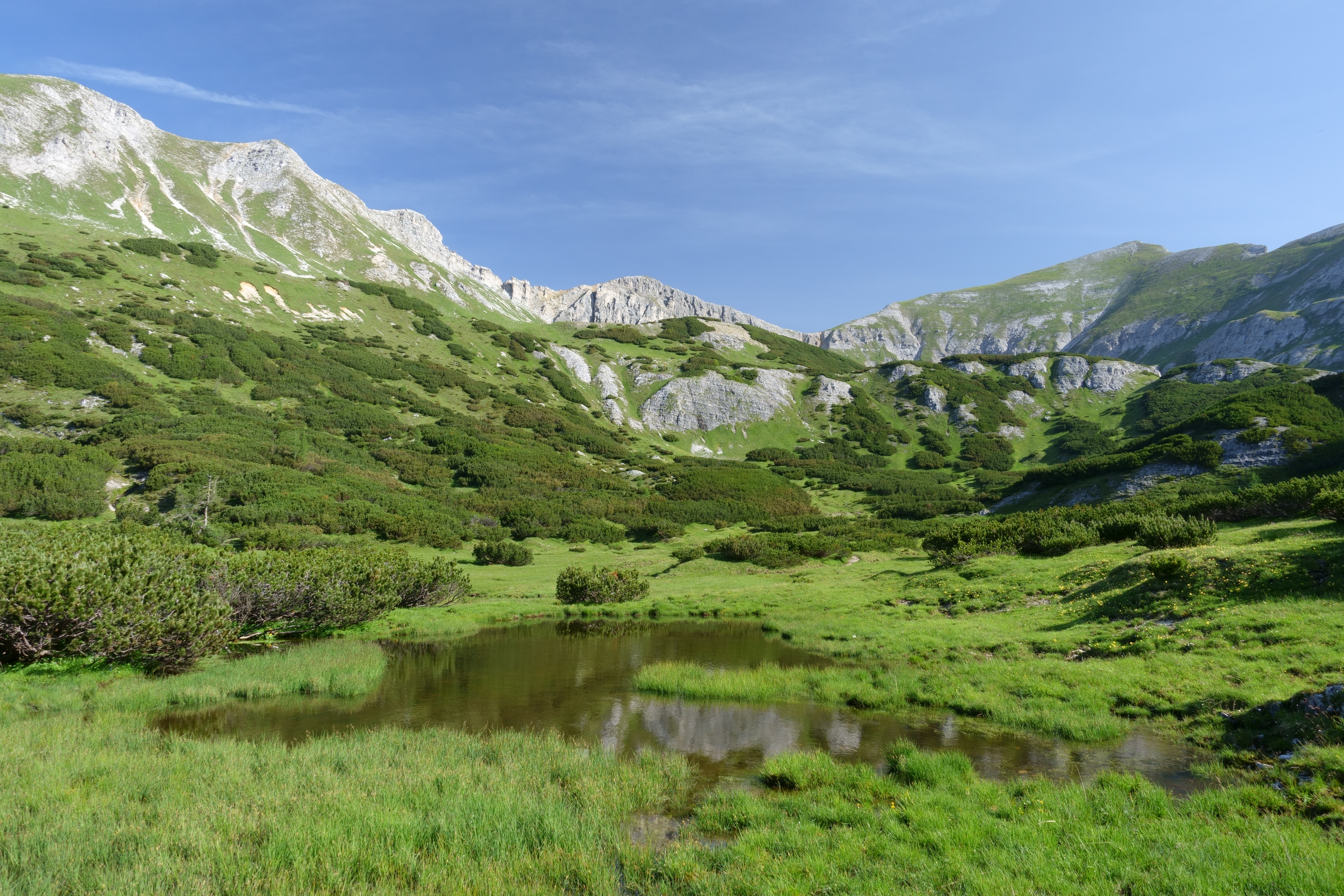
Une mare dans la vallée du Goldbachl au Massif mort. Dans ces zones humides habitent la grenouille rousse, le crapaud commun et le triton alpestre.

Les montagnes sont plus basses à l'ouest et autorisent dans de hautes vallées entre 1400 et 1 600 mètres d'altitude la présence caractéristique en forêt de montagne de pins, mélèzes et pins cembro. De grands alpages y sont encore présents. À l'est, le relief s'élève et la végétation disparaît. Les masses d'eau issues de la pluie et de la fonte des neiges sont vite absorbées si bien que les sols sont considérés comme arides.
Pourtant, ce domaine est connu pour sa flore en milieu calcaire et sa réserve en gibier. Dans les environs de la cabane Albert Appel se trouve une grande surface boisée : le Henarwald.

Vue panoramique du massif mort.

## Activités

### Stations de sports d'hiver
- Bad Goisern
- Bad Mitterndorf
- Hinterstoder
- Spital am Pyhrn
- Tauplitz